# Lilla Gäddtjärnen (Vika socken, Dalarna)
Lilla Gäddtjärnen är en sjö i Falu kommun i Dalarna och ingår i Dalälvens huvudavrinningsområde.